# Haliclona magnifica
Haliclona magnifica är en svampdjursart som beskrevs av de Weerdt, Rützler och Smith 1991. Haliclona magnifica ingår i släktet Haliclona och familjen Chalinidae.
Artens utbredningsområde är Belize. Inga underarter finns listade i Catalogue of Life.